# Filipe, Conde de Flandres
Filipe, Conde de Flandres (Filipe Eugénio Fernando Maria Clemente Balduíno Leopoldo Jorge; Laeken, 24 de março de 1837 – Bruxelas, 17 de novembro de 1905) foi um Príncipe da Bélgica, Duque da Saxônia e Príncipe de Saxe-Coburgo-Gota. Era o terceiro filho do rei Leopoldo I da Bélgica e sua esposa Luísa Maria de Orleães, sendo irmão do rei Leopoldo II da Bélgica e da imperatriz Carlota do México. 
Embora não tenha desempenhado um papel significativo na história de seu país, o conde de Flandres foi o pai do rei Alberto I da Bélgica, tornando-se assim o antepassado dos atuais rei da Bélgica e grão-duque de Luxemburgo e também dos pretendentes aos tronos italiano e francês (bonapartista). Atordoado com a surdez precoce, ele recusa ao trono da Grécia em 1863 e ao dos Principados Romenos em 1886, assim como recusa a oferta de se casar com a princesa Dona Isabel do Brasil, filha e herdeira do imperador Dom Pedro II do Brasil.
Seu casamento, em 1867, com a princesa Maria Luísa de Hohenzollern-Sigmaringen, uma prima do futuro imperador alemão Guilherme I, garante a Bélgica um grande aliado no contexto político delicado para o país rodeado pelos vizinhos poderosos França e Alemanha. Durante a Guerra Franco-Prussiana de 1870, da qual Filipe participou, a neutralidade e a integridade do território belga foram protegidas. O conde da Flandres atuava como um diplomata não-oficial e fez várias visitas oficiais as cortes da Europa. Quando ele morreu em 1905, deixou como legado a imagem de um príncipe rico, esteta e bibliófilo.

## Biografia

### Primeiros Anos

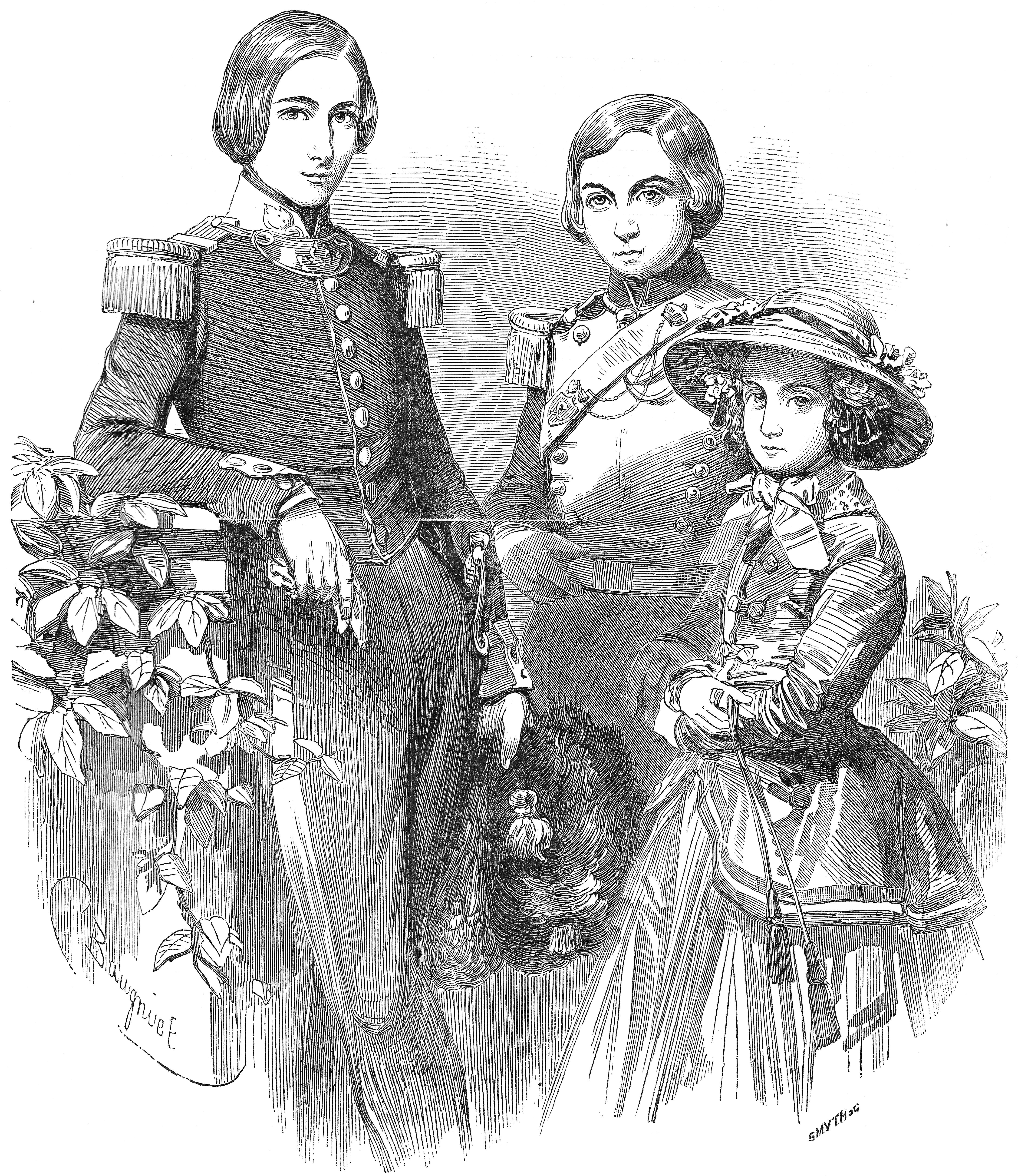
Gravura de Filipe (ao centro) com seu irmão Leopoldo e sua irmã Carlota, de Charles Baugniet (1851)

Nascido no dia 24 de março de 1837, era o terceiro filho do rei Leopoldo I da Bélgica e sua esposa Luísa Maria de Orleães, filha do rei Luís Filipe I da França. Seu pai era tio materno da rainha Vitória do Reino Unido, fazendo de Filipe seu primo-irmão. Filipe teve três irmãos: Luís Filipe (falecido antes de Filipe nascer), Leopoldo e uma irmã mais nova, Carlota. Filipe nasceu após um período traumático para sua mãe. A última gravidez da rainha Luísa foi delicada, a ponto desta ter um aborto espontâneo. Ele foi nomeado Filipe Eugénio Fernando Maria Clemente Balduíno Leopoldo Jorge. Juntamente com os nomes referentes aos membros de sua família, o rei Leopoldo acrescentou dois nomes historicamente simbólicos: Filipe, que remonta a Filipe, Duque da Borgonha e Balduíno, em homenagem aos condes de Flandres da Idade Média. Essas escolhas fazem parte do desejo de Leopoldo de firmar a jovem dinastia belga no país que reinava por menos de seis anos. Desde o início, estabeleceu-se uma hierarquia entre os dois irmãos, Leopoldo, o mais velho e herdeiro do trono, reivindicando invariavelmente o lugar preponderante. Desde a infância, no verão passava longas férias com os avós maternos na França.
Filipe tinha apenas treze anos quando sua mãe, a rainha Luísa, faleceu em 11 de outubro de 1850. Até aquela altura tinha sido a rainha que supervisionara a educação dos filhos, com o rei Leopoldo sempre pouco presente para com seus filhos. Agora, Filipe e seu irmão se encontram nas mãos de uma sucessão de governadores que tentam, às vezes em vão, impor sua autoridade aos dois príncipes. Desde muito cedo, Filipe conseguiu se expressar oralmente e por escrito em francês, inglês e alemão. As crianças reais eram educadas em um sistema pensado pelo Barão von Stockmar, conselheiro íntimo dos Coburgos. O mesmo sistema era aplicado nos príncipes e princesas do Reino Unido, filhos de Alberto de Saxe-Coburgo-Gota e sobrinho de Leopoldo I da Bélgica.

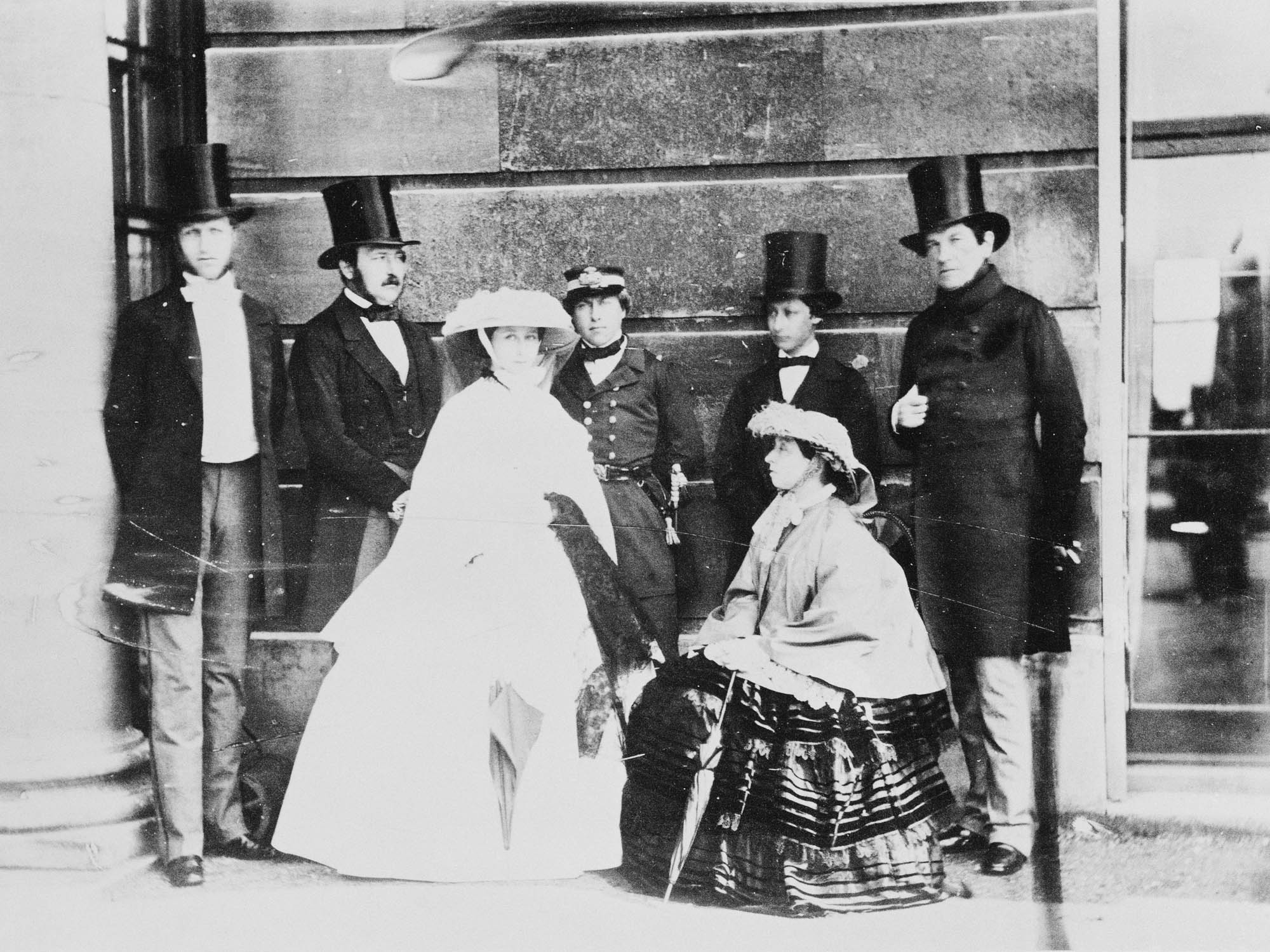
Filipe na companhia de seus parentes Coburgos em Inglaterra. Na fotografia encontram-se o príncipe Alberto, a princesa Alice do Reino Unido, o infante Dom Luís de Portugal, Duque de Porto, o Príncipe de Gales, o rei Leopoldo I da Bélgica e a rainha Vitória do Reino Unido.

Aos dezoito anos, a vida de Filipe assumiu uma nova direção. A constituição belga permite que ele se torne senador por lei. No mesmo ano de 1855, seus estudos foram oficialmente concluídos. Para Filipe, o rei Leopoldo acrescentou desde 1853 Théobald Burnell, um capitão que o serviu como ajudante de campo. Desde 1852, Filipe participa de manobras militares que geralmente ocorrem no campo de Beverlo. Como Leopoldo, o herdeiro da coroa, começa a desenvolver planos ambiciosos para a Bélgica e viaja ao redor do mundo, Filipe prefere se dedicar aos seus prazeres, e principalmente à caça pela qual ele tem uma paixão intensa. No entanto, o conde de Flandres também se interessa pelos mecanismos que regulam o sistema político belga e as trocas sobre esse assunto com seu irmão. Filipe também começou a comparecer aos tribunais europeus sozinho: visitava regularmente sua prima a rainha Vitória e tentava reunir durante essas permanências informações úteis para os interesses belgas do príncipe consorte Alberto.
Em 1857, a princesa Carlota deixou a Bélgica para se estabelecer em Milão, onde seu marido, o arquiduque Maximiliano, acabara de ser nomeado vice-rei de Lombardo-Vêneto. Sua separação constitui uma provação difícil para Carlota e Filipe, que, portanto, iniciam uma intensa correspondência. Filipe queixava-se regularmente de sua falta de atividade e, o rei o nomeou, em fevereiro de 1858, como referendo em assuntos militares e navais. Esta nomeação não é suficiente, no entanto, para fornecer suficientemente sua existência. Para remediar isso, o príncipe caça, coleciona livros e participa com prazer dos vários bailes e concertos realizados em Bruxelas ou nas cortes em que visita.

### Missões diplomáticas

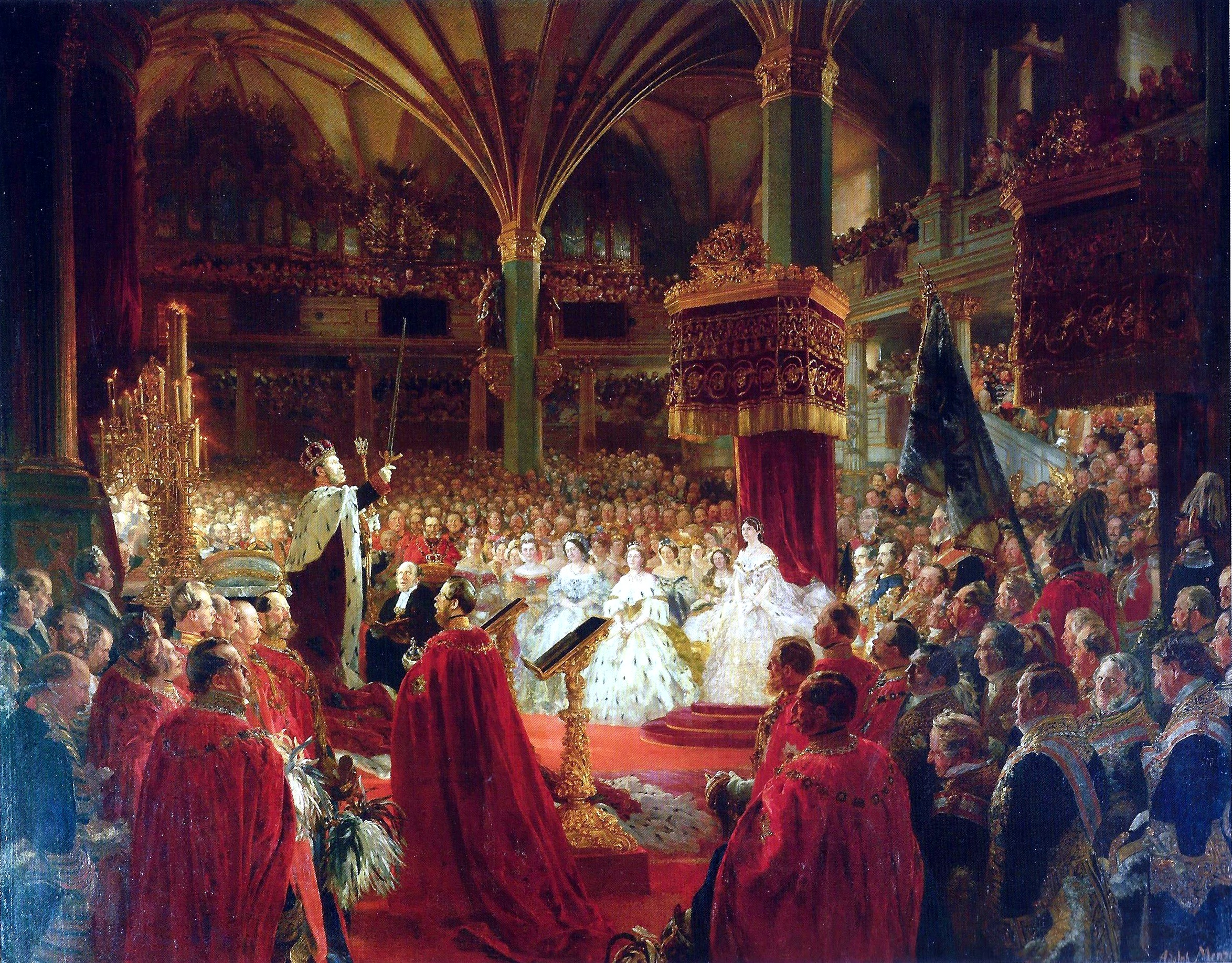
Coroação de Guilherme I como Rei da Prússia, no Königsberger Schloss.

No verão de 1860, o conde de Flandres fez uma longa jornada que o levou à Dinamarca, Noruega, Suécia e até São Petersburgo. Essa viagem incluiu aspectos diplomáticos e políticos: em Moscou, ele conheceu a família imperial russa e os industriais que promoveram a indústria belga.
Em 1861, Filipe fez duas visitas à Prússia: a primeira durante o funeral do rei da Prússia e a segunda a participar das festividades da coroação de Guilherme, o novo rei da Prússia, em Königsberg. Antes de cada uma dessas visitas na Alemanha, como em outros lugares, o rei Leopoldo aconselha o filho das vantagens que pode tirar de cada príncipe europeu, e que a opinião favorável deles perante a Bélgica era sua principal missão.

No verão de 1863, pela primeira vez desde a queda da monarquia de Julho, que expulsou o avô de Filipe, Luís Filipe do trono francês, o conde de Flandres foi a Paris, onde o imperador Napoleão III veio buscá-lo pessoalmente na estação de trem. A simpatia do imperador francês é parcialmente ditada pelos projetos que ele desenvolve no México, onde o arquiduque Maximiliano, cunhado do conde de Flandres, é chamado a reinar em 10 de abril de 1864.

### Prospectivas de casamento

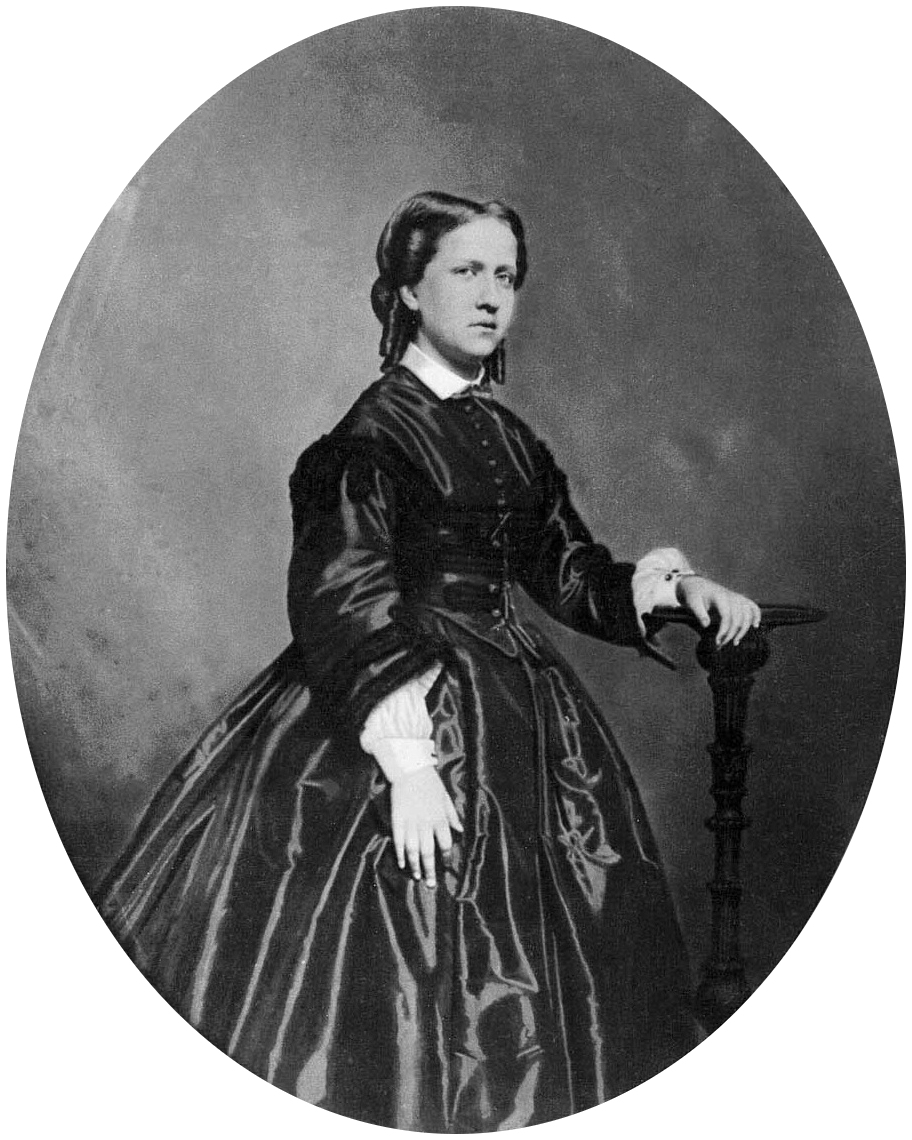
Dona Isabel do Brasil, fotografada por Augusto Stahl (c. 1865)

Desde o nascimento de seu sobrinho Leopoldo, filho do futuro Leopoldo II, Filipe ocupava a terceira posição na linha de sucessão ao trono belga. No final de 1860, o rei Leopoldo, considerando as excelentes relações comerciais e diplomáticas com o Império do Brasil, considerou enviar seu filho mais novo para lá para se estabelecer. Solteiro, Filipe poderia se casar com uma das duas filhas do imperador Dom Pedro II. Este último, sem um herdeiro masculino, de fato deseja conceder a seus futuros genros vastos territórios nos quais os colonos europeus se estabeleceriam. Um casamento belga-brasileiro seria uma grande oportunidade de investimento para a Bélgica e expandiria a influência dos Coburgo através do Atlântico. Inicialmente ansioso para viajar para o Brasil para avaliar se uma das princesas se emparelha com ele, o conde de Flandres procrastina. No outubro de 1862, durante uma visita que ele fez a sua irmã Carlota em Miramare, esta última tentou convencê-lo a empreender a jornada para conhecer sua noiva em potencial, Dona Isabel, a mais velha das princesas brasileiras. No entanto, Filipe rejeitou o conselho de sua irmã antes de renunciar definitivamente a qualquer projeto no Brasil em abril de 1863.

### O trono da Grécia
No outono de 1862, o rei Leopoldo - que antes de concordar em se tornar rei dos Belgas havia recusado a oferta do trono da Grécia - descobre que seu filho Filipe era um dos potenciais candidatos para ocupar o trono da Grécia, vago desde a deposição do rei Oto em outubro de 1862. Para o benefício de seu filho mais novo, o rei Leopoldo escreveu um memorando descrevendo as vantagens e desvantagens de aceitar a coroa Helênica. Além do clima hostil, Filipe não vê motivos para candidatar-se a governar um país cuja situação é instável.
Em fevereiro de 1866, o parlamento dos Principados Romenos escolhe por unanimidade Filipe como seu  hospodar (príncipe), mas este recusa. Esta será a última proposta de trono estrangeiro recebida pelo conde de Flandres, que prefere permanecer na Bélgica.

### Casamento e descendência

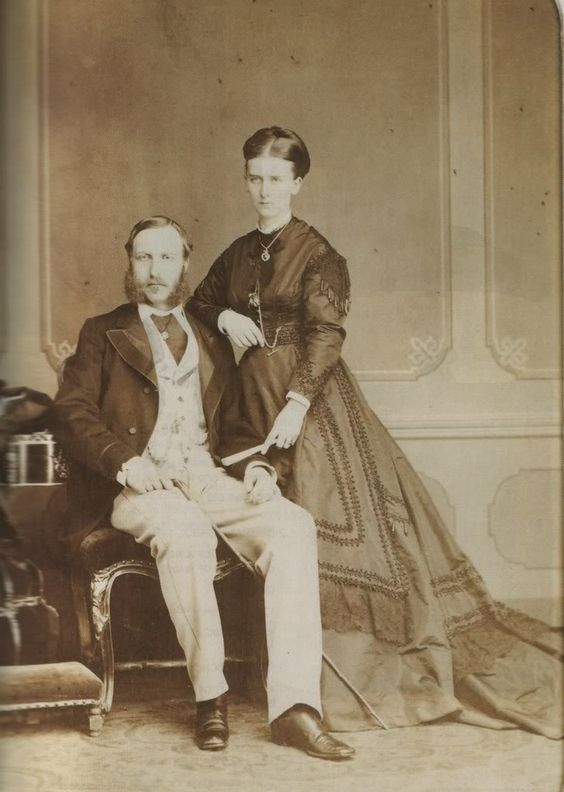
Filipe e Maria Luísa, fotografados por Louis-Joseph Ghémar (c. 1870)

O rei Leopoldo II estava ansioso, desde o início de seu reinado, em dezembro de 1865, por garantir a manutenção da integridade nacional e a segurança da Bélgica cercada pela França e pela Prússia, dois vizinhos poderosos. Ele planeja o casamento de seu irmão Filipe com uma princesa prussiana. Essa união garantiria à Bélgica um aliado precioso. Para isto, Leopoldo contou com a ajuda de sua prima, a rainha Vitória do Reino Unido, que conhecia bem a família Hohenzollern-Sigmaringen (o ramo católico da dinastia governante da Prússia). Em dezembro de 1866, Filipe foi a Berlim conhecer a princesa Maria Luísa de Hohenzollern-Sigmaringen, filha de Carlos Antônio, Príncipe de Hohenzollern, ex-primeiro-ministro da Prússia e ainda muito influente na corte de Berlim. Este primeiro encontro entre Filipe e Maria foi um sucesso. Em seguida, houve uma nova visita de Filipe em fevereiro de 1867 e, uma proposta de casamento dois meses mais tarde.
Filipe casou-se na Catedral de Santa Edwiges em Berlim no dia 25 de abril de 1867 com a princesa Maria Luísa de Hohenzollern-Sigmaringen, filha do príncipe Carlos Antônio de Hohenzollern-Sigmaringen e sua esposa, a princesa Josefina de Baden. Eles tiveram cinco filhos:
| Nome              | Foto | Nascimento             | Falecimento             | Notas                                                                          |
| ----------------- | ---- | ---------------------- | ----------------------- | ------------------------------------------------------------------------------ |
| Balduíno          |      | 3 de junho de 1869     | 23 de janeiro de 1891   | Não se casou.                                                                  |
| Henriqueta        |      | 30 de novembro de 1870 | 28 de março de 1948     | Casada com a Emanuel de Orléans, Duque de Vendôme, com descendência.           |
| Josefina Maria    |      | 30 de novembro de 1870 | 18 de janeiro de 1871   | Gêmea da acima; Morreu na infância.                                            |
| Josefina Carolina |      | 18 de outubro de 1872  | 6 de janeiro de 1958    | Casada com o príncipe Carlos Antônio de Hohenzollern, com descendência.        |
| Alberto           |      | 8 de abril de 1875     | 17 de fevereiro de 1934 | Rei dos Belgas de 1909 a 1934; Casado com Isabel da Baviera, com descendência. |

## Títulos, estilos, e honrarias

Monograma real de Filipe, Conde de Flandres

### Títulos e estilos
- 24 de Março de 1837 – 16 de Dezembro de 1840: "Sua Alteza Real, o Príncipe Filipe da Bélgica, Príncipe de Saxe-Coburgo-Gota"
- 16 de Dezembro de 1840 - 17 de Novembro de 1905: "Sua Alteza Real, o Príncipe Filipe da Bélgica, Conde de Flandres, Príncipe de Saxe-Coburgo-Gota"[32][33]

### Honrarias
Nacionais:
- Grande Cordão da Ordem de Leopoldo

Estrangeiras:
- Grã-Cruz da Ordem de Alberto, o Urso
- Grã-Cruz da Ordem de Santo Estêvão
- Cavaleiro da Ordem de Fidelidade
- Grã-Cruz da Ordem do Leão de Zähringer
- Cavaleiro da Ordem de São Humberto
- Grã-Cruz da Imperial Ordem do Cruzeiro do Sul
- Cavaleiro da Ordem do Elefante
- Grã-Cruz da Ordem da Casa Saxe-Ernestina
- Grã-Cruz da Legião de Honra
- Cruz de Honra da Ordem da Casa de Hohenzollern (Primeira Classe)
- Grã-Cruz da Ordem Equestre do Santo Sepulcro de Jerusalém
- Grã-Cruz de Honra e Devoção da Ordem Soberana e Militar de Malta
- Grã-Cruz da Ordem Neerlandesa do Leão
- Cavaleiro da Ordem do Leão de Ouro da Casa de Nassau
- Cavaleiro da Ordem de Osmanieh (Primeira Classe)
- Grã-Cruz da Ordem Militar da Torre e Espada, do Valor, Lealdade e Mérito
- Cavaleiro da Ordem da Águia Negra
- Grã-Cruz da Ordem da Águia Vermelha
- Grã-Cruz da Ordem da Estrela
- Cavaleiro de todas as Ordens de Cavalaria da Rússia
- Grã-Cruz da Ordem do Falcão Branco
- Cavaleiro da Ordem da Coroa de Ruda
- Grã-Cruz da Ordem de Carlos III
- Cavaleiro da Ordem do Tosão de Ouro
- Cavaleiro da Ordem do Serafim
- Grã-Cruz da Real Ordem Norueguesa de Santo Olavo
- Grã-Cruz da Ordem da Coroa de Württemberg